# برنارد ماير (عالم)
برنارد ماير (بالألمانية: Bernhard Meyer )‏ (و. 1767 – 1836 م) هو عالم نبات، وعالم طيور، من اتحاد الراين، ولد في هاناو، توفي في أوفنباخ أم ماين، عن عمر يناهز 69 عاماً.